# Вахеди, Сара
Сара Вахеди (род. Афганистан) — афгано-канадская предпринимательница в сфере технологий и гуманитарная деятельница. Основательница и генеральный директор Ehtesab, стартапа в сфере гражданских технологий в Кабуле, Афганистан.

## Биография
Вахеди родилась в Кабуле. Вместе с семьёй в 2005 году эмигрировала из Афганистана и обосновалась в Канаде. В 2018 году Вахеди основала Ehtesab. Сначала она вложила 2500 долларов собственных сбережений, а затем привлекла инвестиции от предпринимателя из Нью-Йорка, занимающегося техническим дизайном, и Netlinks, одной из крупнейших ИТ-компаний Афганистана, которая внесла ещё 40 000 долларов. Ehtesab позволяет своим пользователям сообщать о местных инцидентах, что делает его первой в Афганистане платформой для взаимодействия с гражданами. Он предоставляет оповещения и обновления безопасности в режиме реального времени на трёх языках. Приложение борется с дезинформацией, предоставляя в режиме реального времени обновления о ситуации с безопасностью, энергетикой и дорожным движением в Кабуле. В 2021 году это оказалось особенно ценным для жителей во время бомбардировок, блокпостов и нападений, произошедших после того, как Талибан восстановил контроль над Афганистаном. В то время в компании работало 20 человек. Приложение разрабатывает скрытые платформы, позволяющие женщинам незаметно получать доступ к услугам здравоохранения, образования и трудоустройства, тем самым обходя слежку и ограничения Талибана.
В 2024 году Вахеди получила степень бакалавра в области городских исследований со специализацией в архитектуре в Колумбийском университете. Она входит в совет директоров Rukhshana Media, новостной организации, занимающейся проблемами женщин в Афганистане, а также прошла стажировку в Apple, где работала с командами, специализирующимися на искусственном интеллекте и машинном обучении.

## Почести
- Вахеди была признана одним из лидеров нового поколения по версии журнала TIME в 2021 году[15].
- Вахеди была названа стипендиатом Кларендона для обучения в Оксфордском университете в 2024 году[16].
- В 2022 году она вошла в список «Новаторов до 35 лет» по версии MIT Technology Review[17][18].
- В 2023 году организация One Young World присудила ей звание «Предприниматель года»[12][19].
- Вахеди вошла в сотню самых вдохновляющих и влиятельных женщин по версии Би-би-си в 2021 году[15].
- В 2023 году она была включена в список Forbes «30 до 30» за социальное влияние[20].
- В 2023 году она была принята в Почётное общество GS[21].